# USS Courage (PG-70)
USS Courage (PG-70) je bila korveta razreda flower Vojne mornarice ZDA, ki je bila operativna med drugo svetovno vojno.

## Zgodovina
Kraljeva vojna mornarica je 3. aprila 1943 predala korveto HMS Heartsease (K15) Vojni mornarici ZDA, ki jo je 23. avgusta 1945 vrnila Združenemu kraljestvu.